# Arjan Bimo
Arjan Bimo (Tirana, 1º gennaio 1959) è un ex calciatore albanese, di ruolo difensore.

## Carriera

### Nazionale
Ha collezionato 6 presenze con la Nazionale albanese.